# Tinixara Guanche Suárez
Tinixara Guanche Suárez (Santa Cruz de Tenerife, 11 de marzo de 1982) es una política española.

## Biografía
Se trasladó a Bilbao cuando tenía 24 años. Trabajó en la ONG CEAR como trabajadora social.
Es integrante de Podemos, donde desde 2016 es responsable de la sección de sociedad civil del Consejo Autónomo de Ciudadanos.
Desde 2016 es diputado en el Legislativo Vasco en representación del grupo Elkarrekin Podemos.